# Бојана
Бојана (алб. Buna, лат. Barbana), река дугачка 41 km која се налази на граници Црне Горе и Албаније. Отиче из Скадарског језера и улива се у Јадранско море. Тече у великим кривинама са просечним падом од 0,6%. Дримњача и река Кири доносе у Бојану велике количине наноса, и она би могла постати пловна једино сталним багеровањем. Поред Бојане су остаци старе српске цркве Светог Сергија и Вакха, а једно од села везано за српску историју је и село Ширђ.

## Ушће
На ушћу у Јадранско море формира велико речно острво које се зове Ада Бојана. Ово острво је познато туристичко место за кампере.
Један од рукаваца реке Дрим улива се у реку Бојану.